# سباستین موتزل
سباستین موتزل (انگلیسی: Sebastian Mützel؛ زادهٔ ۶ اوت ۱۹۸۹) بازیکن فوتبال اهل آلمان است.
از باشگاه‌هایی که در آن بازی کرده‌است می‌توان به باشگاه فوتبال نورنبرگ اشاره کرد.